# SK지오센트릭
SK지오센트릭은 2011년 SK에너지의 화학부문을 물적분할하여 설립된 회사다. 본사는 서울특별시 종로구 종로 51 (공평동)에 있다.

## 역사
- 2011년 - SK종합화학으로 설립하고
- 2014년 - 일본 JX에너지와 함께 아로마틱스 합작공장을 준공한 뒤
- 2017년 - 다우케미칼로부터 EAA 사업을 인수했다.
- 2021년 - 현 명칭을 변경했다.

## 사업장
- 본사 : 서울특별시 종로구 종로 51 SK그린캠퍼스
- 울산CLX : 울산광역시 남구 신여천로 2
- 해외 : 아메리카, 유럽, 아시아, 일본

## 같이 보기
- 한화솔루션
- 대한유화
- 폴리미래
- LG화학
- 금호석유화학
- 한화임팩트
- S-OIL
- 롯데케미칼
- TK케미칼
- 에코크레이션